# Tuberculariopsis anomala
Tuberculariopsis anomala är en svampart som beskrevs av Höhn. 1909. Tuberculariopsis anomala ingår i släktet Tuberculariopsis, divisionen sporsäcksvampar och riket svampar.   Inga underarter finns listade i Catalogue of Life.